# The Stepmother (film 1910 Olcott)
The Stepmother è un cortometraggio muto del 1910 diretto da Sidney Olcott.

## Produzione
Il film fu prodotto dalla Kalem Company. Venne girato al confine della St. John's River a Jacksonville, in Florida.

## Distribuzione
Distribuito dalla Kalem Company, il film - un cortometraggio di una bobina - uscì nelle sale cinematografiche USA il 2 febbraio 1910.